# Diana Mitfordová
Diana Mitfordová, Lady Mosley rozená Freeman-Mitford, (nepřechýleně Diana Mitford; 17. června 1910, Westminster, Londýn, Anglie – 11. srpna 2003, Paříž, Francie) byla jednou ze sester Mitfordových. Poprvé byla provdána za Bryana Waltera Guinnesse 2. barona z Moyne. Spolu s ním se stala členkou skupiny Bright Young Things, skupiny bohémských mladých aristokratů a socialistů založenou v Londýně 20. let 20. století. Jejich manželství skončilo rozvodem, když Diana navázala vztah se sirem Oswaldem Mosleyem, 6. baronetem z Ancoats, vůdcem Britského svazu fašistů ( British Union of Fascists). V roce 1936 se provdala za Mosleyho v domě Josepha Goebbelse, čestným hostem na svatbě byl Adolf Hitler.
Její zapojení do fašistických politických skupin vyústilo ve tříletou internaci v londýnském vězení Holloway během druhé světové války. Později se přestěhovala do Paříže a jako spisovatelka zaznamenala určitý úspěch. V 50. letech 20. století přispívala do časopisu Tatler a redigovala politický a kulturní časopis The European. V roce 1977 vydala svou autobiografii A Life of Contrasts (Život kontrastů) a v 80. letech dva další životopisy.
Její vystoupení v programu BBC Desert Island Discs v roce 1989 bylo označeno za kontroverzní. Byla také pravidelnou recenzentkou knih pro nakladatelství Books & Bookmen a později pro časopis The Evening Standard. Rodinný přítel James Lees-Milne o její kráse napsal: „Byla tím nejkrásnějším ztělesněním Botticelliho Venuše jaké jsem kdy viděl.“ Někteří historici jako například Andrew Roberts, ji ve svých nekrolozích nazývali „nestoudnou“ ohledně jejích minulých politických názorů.

## Životopis
Diana Mitfordová byla čtvrtým dítětem a třetí dcerou Davida Freemana-Mitforda, 2. barona z Redesdale (1878–1958), který byl synem Algernona Freemana-Mitforda, 1. barona z Redesdale a jeho manželky Sydney Bowlesové (1880–1963), dcery Thomase Gibsona Bowles, první sestřenicí Clementine Churchillové a druhou sestřenicí sira Anguse Ogilvyho a Bertranda Russella. Diana Mitfordová se narodila v londýnské čtvrti Belgravia a vyrůstala na venkově v Batsford Parku, poté od svých 10 let v žila rodinném domě "Asthall Manor" v Oxfordshire a později v "Swinbrook House", v domě, který její otec postavil ve vesnici Swinbrook.
Měla celou řadu domácích vychovatelek, s výjimkou šestiměsíčního období v roce 1926, kdy byla poslána do školy v Paříži. V dětství se jí věnovaly zejména její mladší sestry Jessica Mitfordová („Decca“) a Deborah Cavendishová, vévodkyně z Devonshiru („Debo“). Ve věku 18 let, krátce po svém uvedení ke dvoru, se tajně zasnoubila s Bryanem Walterem Guinnessem.

### Svatba
Bryan Walter Guinness, irský aristokrat, spisovatel a dědic pivovarského impéria zdědil titul barona z Moyne. Rodiče Diany byli nejprve proti zásnubám, ale po čase souhlasili; obzvláště Dianina matka Sydney byla plna úzkosti z pomyšlení na dva tak mladé lidi, kteří navíc vlastnili tak velké jmění, ale nakonec byla přesvědčena, že Bryan je vhodný manžel. Vzali se 30. ledna 1929; její sestry Jessica a Deborah byly v tu dobu příliš nemocné, aby se mohly zúčastnit obřadu. Pár měl příjem 20 000 liber ročně, panství v Biddesdenu ve Wiltshire a domy v Londýně a Dublinu. Ve společnosti byli známí pořádáním společenských akcí pro aristokraty a členy skupiny Bright Young People. Spisovatel Evelyn Waugh o ní říkal, že její krása „prolétla místností jako hlas zvonů“ a páru věnoval román Vile Bodies, satiru na Roaring Twenties (Křik dvacátých let). Její portrét namalovali Augustus John, Pavel Tchelitchew a Henry Lamb. Pár měl dva syny, Jonathana (nar. 1930) a Desmonda (nar. 1931).
V únoru 1932 se Diana setkala se Sirem Oswaldem Mosleyem na zahradní párty v domě hostitelky Maud Cunard, známé také jako Emerald Cunard. Oswald se brzy stal vůdcem nově vytvořeného Britského svazu fašistů a Diana se stala jeho milenkou; Mosley byl v té době ženatý s Lady Cynthiou Mosley, dcerou lorda Curzona, bývalého místokrále Indie, a jeho první manželky, americké obchodní dědičky Mary Victoria Leiter. Diana opustila svého manžela, „přestěhovala se s celým domácím personálem s chůvami, kuchařkami, domácí paní a služebných do domu na Eaton Square č.2, za rohem od Mosleyho bytu“ ale Sir Oswald svou ženu neopustil. Zcela náhle Cynthia zemřela v roce 1933 na zánět pobřišnice. Mosley byl smrtí své manželky zdrcen, ale později si začal románek s její mladší sestrou, lady Alexandrou Metcalfe.
Rodiče Diany neschvalovali její rozhodnutí odejít od manžela k Mosleymu a ona se většině své rodiny odcizila. Její aféra a případné manželství s Mosleym také zhoršily vztahy s jejími sestrami. Jessica a Deborah zpočátku nesměly Dianu ani vidět, jelikož „žila v hříchu“ s Mosleyem v Londýně. Deborah se nakonec s Mosleym seznámila a nakonec si ho velmi oblíbila. Jessica Mosleyovou vírou pohrdala a koncem třicátých let se Dianě natrvalo odcizila. Pamela a její manžel Derek Jackson s Mosleym vycházeli dobře. Nancy Mitfordová nikdy neměla Mosleyho ráda a stejně jako Jessica pohrdala jeho politickým přesvědčením, ale dokázala se ho naučit tolerovat kvůli svému vztahu s Dianou. Nancy napsala román Wigs on the Green, který Mosleyho a jeho víru satirizoval. Poté, co byl román publikován v roce 1935, se vztahy mezi sestrami vyhrotily a teprve v polovině čtyřicátých let se obě dokázaly znovu sblížit.
Pár si pronajal Wootton Lodge, venkovský dům ve Staffordshire, který Diana koupila. Velkou část svého nového domova vybavila nábytkem ze Swinbrooku, který její otec prodával. V tomto domě žili spolu se svými dětmi v letech 1936 až 1939.

## Galerie

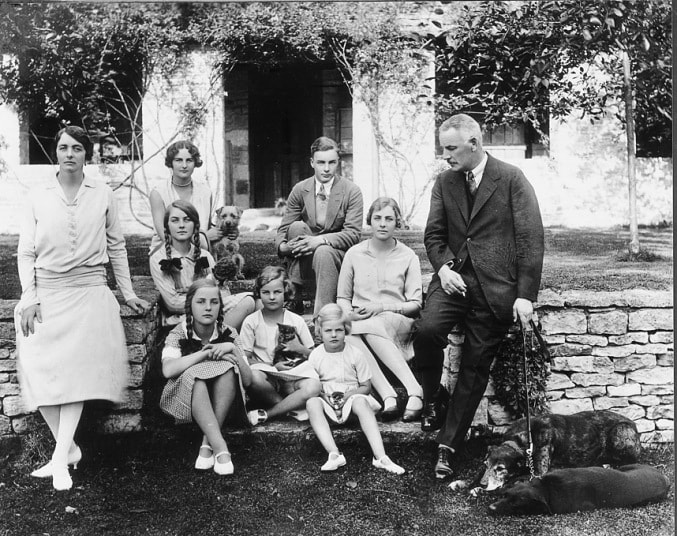
Rodina Mitfordových v roce 1928; zleva doprava: matka Sydney Bowlesová, dcery Unity, Jessica a Deborah, otec David Freeman-Mitford 2. baron Redesdale; za nimi Diana a Pamela; vzadu Nancy a Tom.
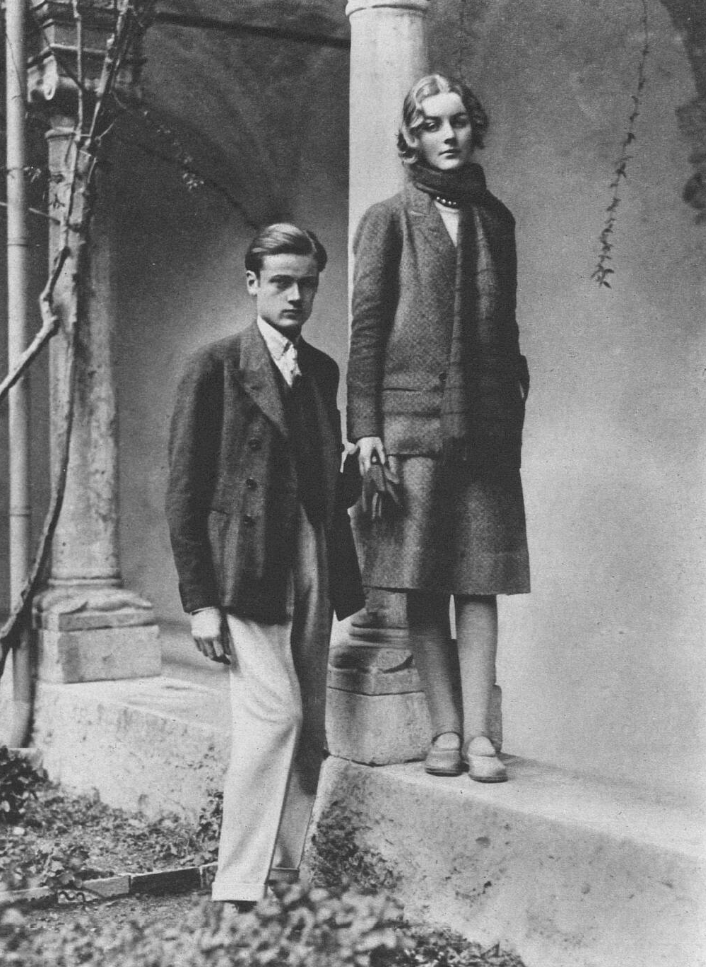
Diana Mitfordová a Bryan Guinness na svatební cestě Taormina, Itálie, 1929
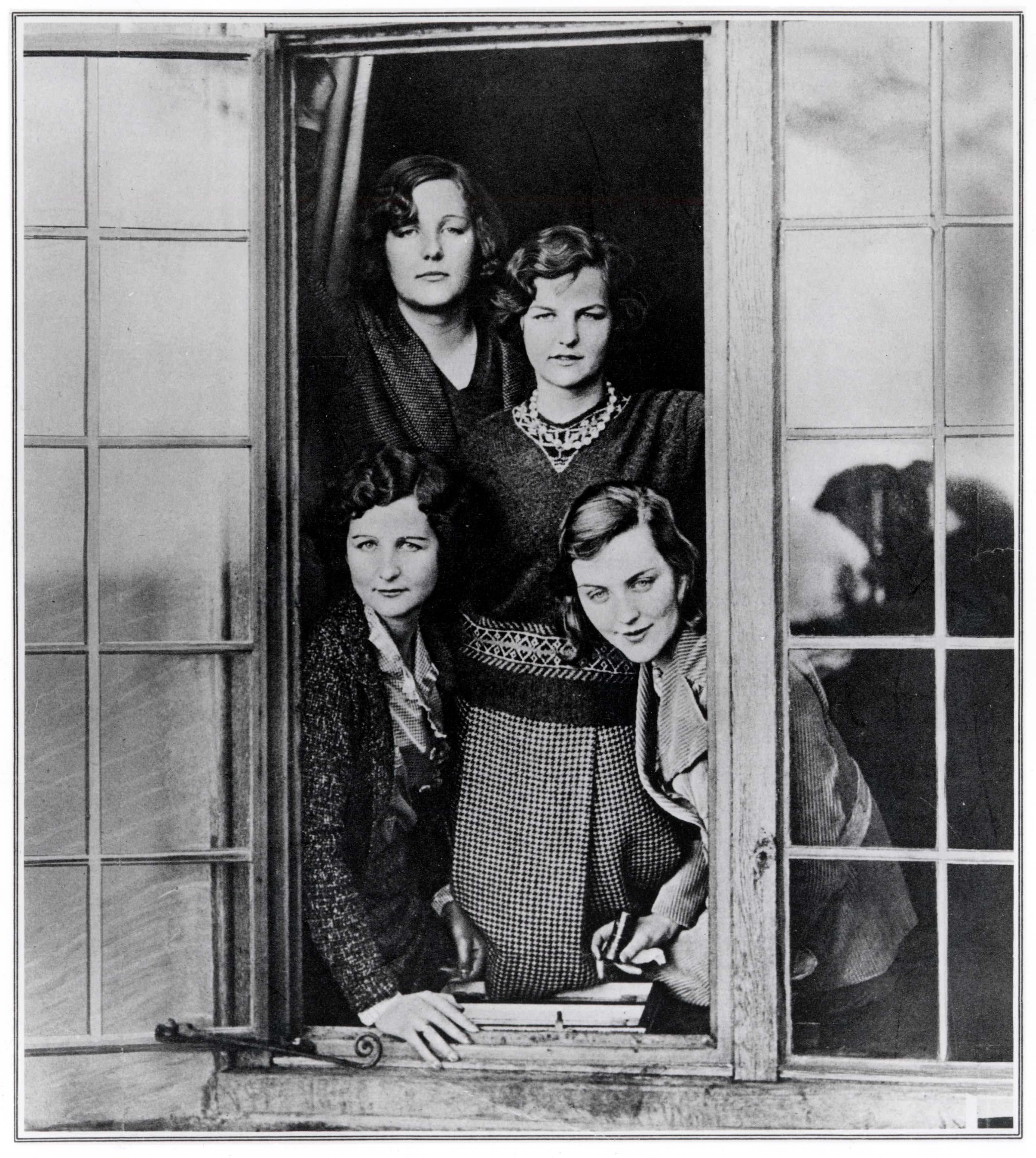
Nancy, Diana, Unity a Jessica Mitfordovy, skica obálky časopisu
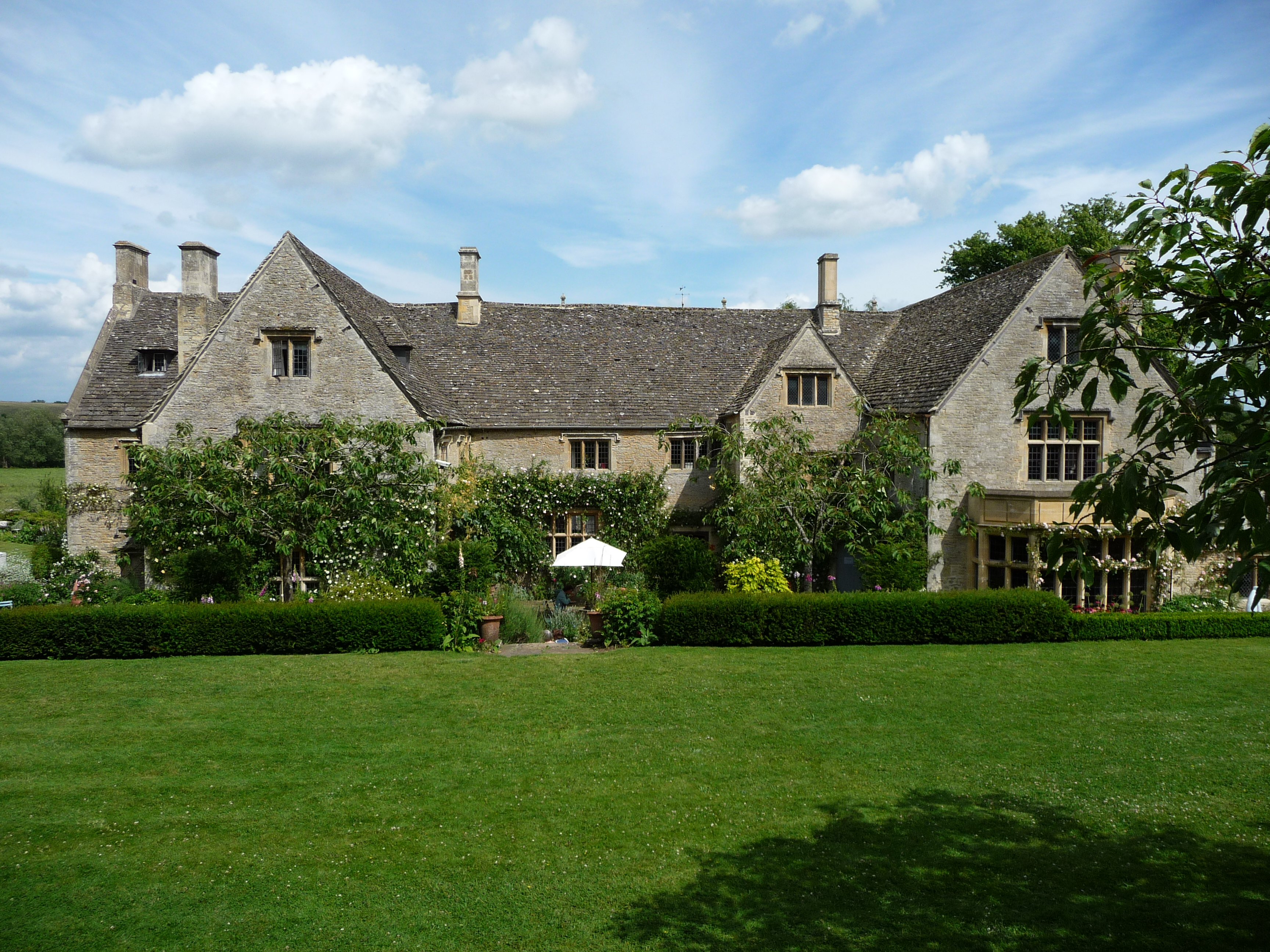
Pohled na zadní část domu Asthall Manor, rodinný dům Mitfordových v Oxfordshire
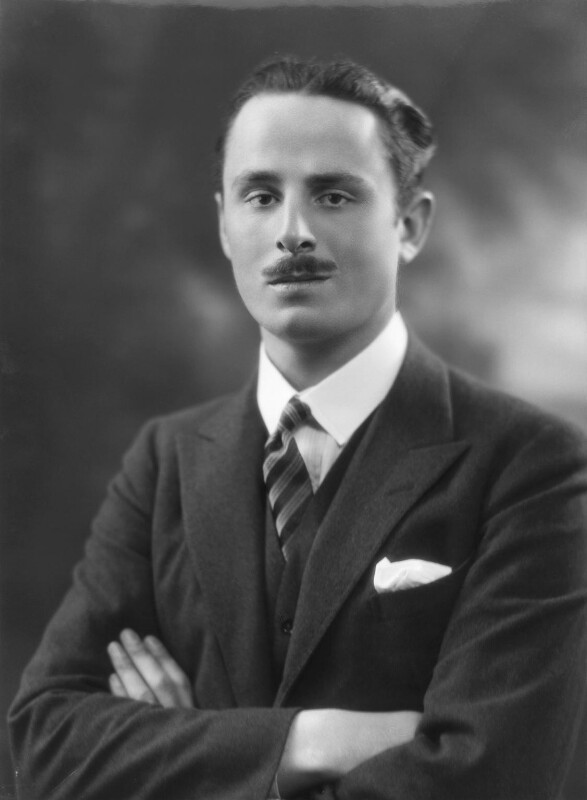
Oswald Mosley, Dianin druhý manžel
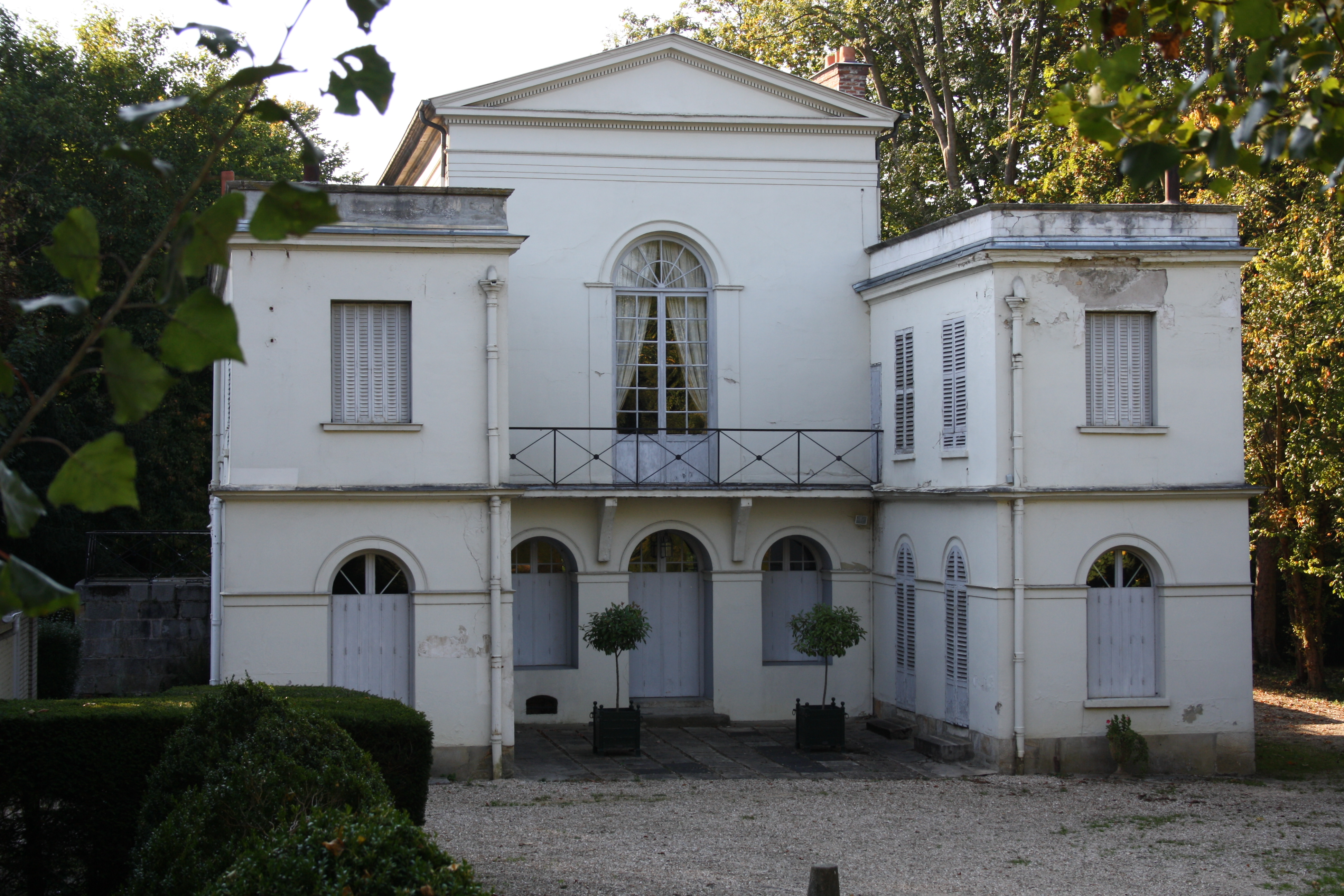
Temple de la Gloire, Orsay, Paříž – Dianin dlouhodobý domov po válce

### Diana a třetí říše
V roce 1934 odešla Diana se svou tehdy 19letou sestrou Unity do Německa, kde se v Norimberku zúčastnili prvního stranického sjezdu nacistů po jejich nástupu k moci. Dianina sestra Unity, Hitlerova přítelkyně, mu v březnu 1935 představila Dianu. Obě se vrátily na druhé shromáždění v roce 1935, nyní už jako Hitlerovi hosté. V roce 1936 poskytl Hitler sestrám svého řidiče a Mercedes-Benz při jejich návštěvě olympijských her v Berlíně. Tehdy se Diana spřátelila s Winifred Marjorie Wagnerovou a Magdou Goebbelsovou.
Diana a Oswald se tajně vzali 6. října 1936 v salonu šéfa nacistické propagandy Josepha Goebbelse. Svatby se zúčastnil Adolf Hitler, britský fašista Robert Gordon-Canning a William Edward David Allen, důstojník zahraniční služby. Manželství bylo utajováno až do narození jejich prvního dítěte v roce 1938. V srpnu 1939 Hitler během oběda Dianě řekl, že válka je nevyhnutelná.
Mosley a Diana měli dva syny: (Oswald) Alexander Mosley (narozený 26. listopadu 1938) a Max Rufus Mosley (13. dubna 1940 - 23. května 2021), prezident Fédération Internationale de l'Automobile (FIA) po dobu 16 let. Hitler daroval páru stříbrný rámeček. Mosley byl internován během velké části druhé světové války podle obranného nařízení "Defence Regulation 18B1" spolu s dalšími britskými fašisty včetně Noraha Elama.
Dokumenty MI5 vydané v roce 2002 popisovaly Lady Mosleyovou a její politické sklony: „Diana Mosleyová, manželka sira Oswalda Mosleyho, je v současné době považována za „největší autoritu“, ve své rodině a v intimním okruhu přátel, a jeví se v současné době býti veřejným nebezpečím. Má pověst osoby mnohem chytřejší a nebezpečnější než její manžel a k prosazení svých záměrů nebude váhat použít jakýchkoliv prostředků. Je velmi ambiciózní.“ Dne 29. června 1940, jedenáct týdnů po narození jejího čtvrtého syna Maxe, byla Diana zatčena (narychlo nacpala Hitlerovu fotografii pod Maxovu matraci do postýlky, když ji policie přišla zatknout) a byla převezena do londýnské věznice pro ženy Holloway do bloku F. Ona a její manžel byli drženi bez obvinění nebo soudu podle ustanovení 18B1 na příkaz MI5. Dvojice byla zpočátku držena odděleně, ale po osobním zásahu Churchilla v prosinci 1941 bylo Mosleymu a dvěma dalším manželům (jeden z nich Mosleyho přítel kapitán HW Luttman-Johnson) povoleno připojit se ke svým manželkám v Holloway. Po více než třech letech vězení byli oba v listopadu 1943 propuštěni na základě Mosleyho špatného zdravotního stavu; do konce války zůstali v domácím vězení a do roku 1949 jim byl odebrán cestovní pas.
Doba vězení Dianě nedokázala narušit její optimistický přístup k životu; v pozdějších letech poznamenala, že nikdy neochutnala "fraises des bois" (divoké jahody), které chutnaly tak dobře jako ty, které pěstovala ve vězeňské zahradě, a bylo s ní zacházeno lépe než s jinými vězni.
Podle jejího nekrologu v The Daily Telegraph byla mezi jejími klenoty diamantová svastika.

## Po válce
Poté, co válka skončila, pár vlastnil dům v Irsku a byty v Londýně a Paříži. Jejich nedávno zrekonstruovaný dům v irské vesnici Clonfert, bývalý biskupský palác, shořel při náhodném požáru. Ve svých pamětech Diana obviňovala svého kuchaře a psala, že oheň by mohl být uhašen, kdyby nebylo kuchaře, který běžel do jejího pokoje, aby získal její majetek, a tím zpozdil úsilí o zvládnutí ohně. Poté se přestěhovali do domu poblíž irského města Fermoy v hrabství Cork, později, v roce 1950, se trvale usadili ve Francii, v Temple de la Gloire, palladiánském chrámu v Orsay, jihozápadně od Paříže. O tom že nemovitost je na prodej informovaly Mosleye Gaston a Bettina Bergeryová. Stali se sousedy vévody a vévodkyně z Windsoru, Edwarda VIII. a Wallis Simpson, kteří žili v sousedním městě Gif-sur-Yvette, a brzy se s nimi spřátelili. Vévodkyně z Windsoru, když poprvé uviděla „Temple de la Gloire“ (postavený v roce 1801 na počest francouzského vítězství v prosinci 1800 u Hohenlinden poblíž Mnichova), údajně poznamenala:„Ach, to je okouzlující, okouzlující, ale kde bydlíš?"
Opět se stali ve společnosti známí svými večírky ale byli vyloučeni ze všech funkcí na britském velvyslanectví. Během svého pobytu ve Francii Diana a Oswald tiše prošli dalším svatebním obřadem; Hitler zajistil jejich původní doklad o uzavření manželství a po válce nebyl nikdy nalezen. V té době byl Mosley Dianě nevěrný, ale ona zjistila, že se dokáže naučit pro jeho cizoložství příliš nerozčilovat. Na poněkud choulostivý dotaz odpověděla: „Myslím, že pokud vám bude vadit nevěra, raději tomu říkejte den, kdy manželství pokračuje. Protože kdo kdy zůstal věrný? Myslím, že nikdo. Je tam jen vášeň a to je vše." Diana byla také celoživotní podporovatelkou Britského svazu fašistů (BUF) a jeho poválečného nástupce Union Movement, na který finančně přispívala až do roku 1994, kdy jeho organizátor Jeffrey Hamm zemřel.
Občas se vyjadřovala poněkud nejasně, když hovořila o své loajalitě vůči Británii, silné víře ve fašismus a svém postoji k Židům. Ve své autobiografii A Life of Contrasts z roku 1977 napsala: „Nemilovala jsem Hitlera víc než Winstona [Churchilla]. Nelituji toho, bylo to tak zajímavé.“ Ve svých závěrečných rozhovorech s Duncanem Fallowellem v roce 2002 odpověděla, že její reakce na zprávy o táborech smrti byla „No, samozřejmě, hrůza. Naprostá hrůza. Cítím to přesně tak jaká je pravděpodobně vaše reakce.“ Když však byla dotázána, zda by proto měla odmítnout politiku Hitlera, řekla: „Naprosto odmítám lidi, kteří takové věci dělali, ale nikdy jsem nedokázala vymazat z paměti muže, kterého jsem ve skutečnosti zažila před válkou. Velmi komplikovaný pocit. Tyto dvě věci k sobě opravdu nemohu dát dohromady. Vím, že to nemám říkat, ale prostě musím.“ Jindy se ale chovala tak, aby naznačovala intenzivní antisemitské postoje. Novinář Paul Callan si vzpomněl, že se při rozhovoru s jejím manželem v Dianině přítomnosti zmínil, že je Žid. Podle Callana: „Během rozhovoru jsem zmínil, že jsem Žid - při čemž lady Mosleyová zpopelavěla, zaťala karmínové rty a odešla z místnosti... Nebylo poskytnuto žádné vysvětlení, ale později napsala příteli „Milý, zdvořilý reportér přišel zpovídat Toma (jak byl známý Mosley), ale ukázalo se, že je Žid a seděl tam u našeho stolu. Je to velmi chytrá rasa a objevují se ve všech tvarech a velikostech.“  Diana se nabídla, že vezme svého dospívajícího napůl židovského synovce Benjamina Treuhafta na výlet do Francie. Nabídku odmítla Benjaminova matka Jessica , která se s Dianou stále odmítala stýkat pro její politickou minulost. V rozhovoru pro The Guardian z roku 2000 Diana řekla, že „Možná místo toho mohli [evropští Židé] odejít do nějakého místa jako je Uganda: kraj velmi prázdný a báječné klima.
Kromě toho, když byla v roce 1989 pozvána, aby se objevila v pořadu BBC Radio 4 Desert Island Discs se Sue Lawleyovou, vyvolala další kontroverzi: řekla, že až „doby “ po válce nevěřila ve skutečnost vyhlazení Židů Hitlerem, a na otázku, zda tomu nyní věří, odpověděla, že tomu nemůže uvěřit, že je to šest milionů, což je údaj, který popsala jako „nemyslitelný“, a dodala, že „ať už je to šest milionů nebo jeden, na tom morálně opravdu nezáleží, je to stejně špatně; myslím, že to byla strašně zlá věc.“ Toto vysílání muselo být několikrát přeloženo, protože se shodovalo s židovskými svátky. V roce 2016 to spisovatel BBC popsal jako nejkontroverznější ze všech epizod disků na Desert Island. Hudba, kterou si Diana pro vysílání vybrala byla: Symphony No. 41 (Mozart), „Casta Diva“ z opery Norma od Vincenza Belliniho, „Óda na radost“ (Beethoven), "Valkýra" z opery Prsten Nibelungův (Wagner), "Liebestod" z operyTristan a Isolda (Wagner) „L'amour est un oiseau rebelle“ z opery Carmen (Bizet), rockovou píseň „A Whiter Shade of Pale“ (Procol Harum) a "Polonaise in F-sharp minor" (Chopin).

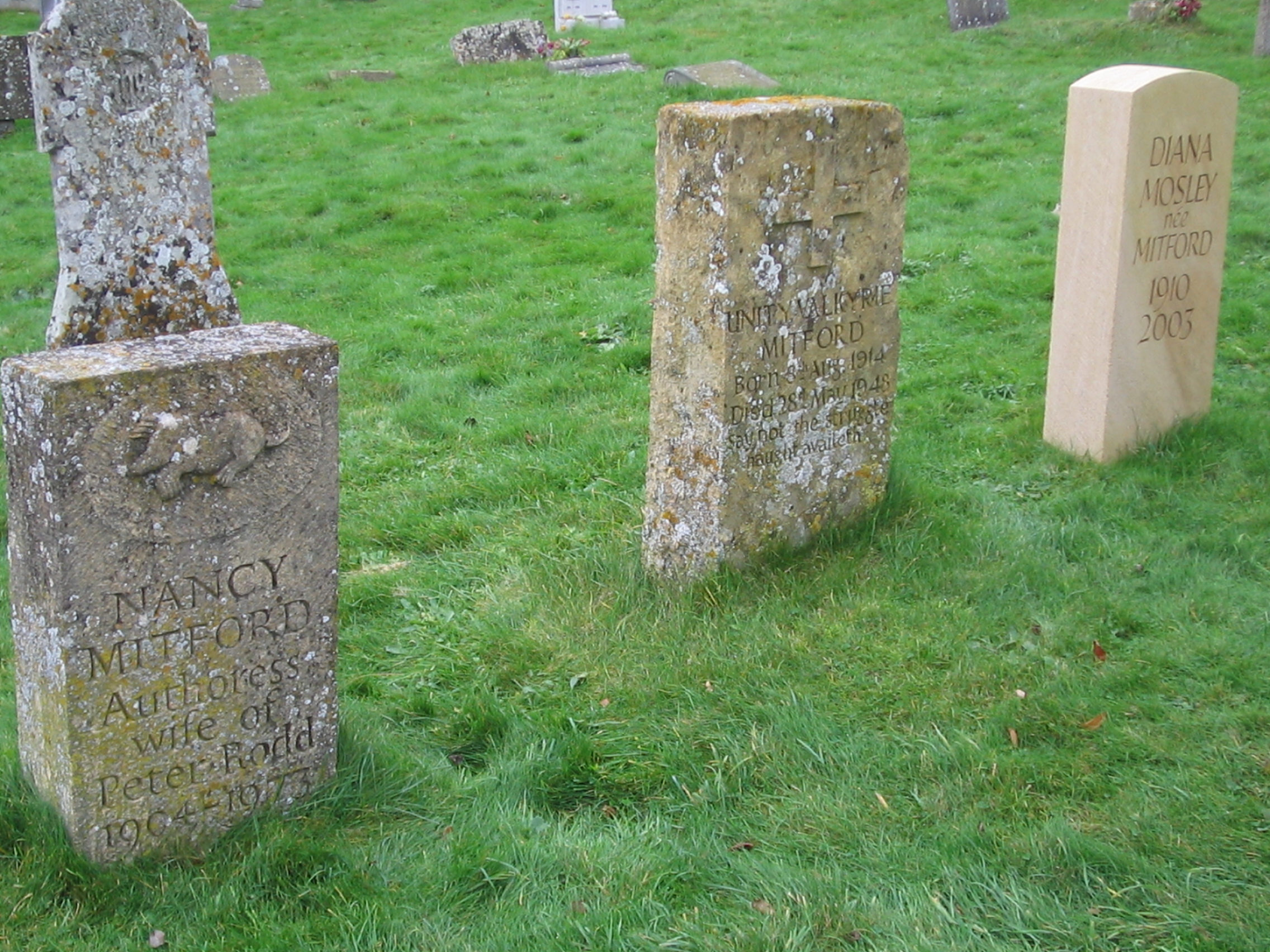
Dianin hrob zcela vpravo, vedle hrobů jejích sester, Unity a Nancy, v kostele Panny Marie, Swinbrook v Oxfordshire.

Od svých dvaceti let se Jessica s Dianou a sestrami viděly jen jednou. Setkaly na půl hodiny, když jejich starší sestra Nancy ležela ve Versailles. Diany se v roce 1996 zeptali na její sestru; „Upřímně mi nevadí, co Decca [Jessica] říká nebo si myslí,“ dodává s tím, že „pro mě neznamená vůbec nic. Ne proto, že by byla komunistka, ale prostě proto, že je to celkem nudná osoba.“
V roce 1998 se kvůli svému postupujícímu věku odstěhovala z Temple de la Gloire a do bytu v 7. pařížském obvodu. Temple de la Gloire byl prodán v roce 2000 za 1 milion liber. Po většinu svého života, zvláště po letech ve vězení, ji sužovaly pravidelné záchvaty migrény. V roce 1981 podstoupila úspěšnou operaci odstranění nádoru na mozku. Zotavila se v Chatsworth House, rezidenci její sestry Deborah. Počátkem 90. let se také úspěšně léčila z rakoviny kůže. V pozdějším věku také trpěla hluchotou.
Diana Mitfordová se v roce 2002 zúčastnil pohřbu Reného de Chambruna, zetě bývalého premiéra vichistické Francie Pierra Lavala.